# 海外臺灣學校
海外臺灣學校，是指依據中華民國教育部「海外臺灣學校設立及輔導辦法」所設立之臺灣學校，主管機關為中華民國教育部。

## 馬來西亞
- 檳吉臺灣學校（原「檳城臺灣僑校」）
- 吉隆坡臺灣學校

## 印尼
- 雅加達臺灣學校
- 泗水臺灣學校

## 越南
- 越南胡志明市臺灣學校

## 資料來源
- 教育部國際及兩岸教育司 （页面存档备份，存于）

## 另見
- 海外台灣系學校列表：包括台灣教育部所主導成立之台灣學校、親中華民國團體所成立之學校。